# Bateria Cambridge
Bateria Cambridge (malt. Batterija ta’ Cambridge, ang. Cambridge Battery) jest to bateria artyleryjska z epoki wiktoriańskiej, położona w Sliemie na Malcie. Jest popularnie nazywana Fort Cambridge (malt. Forti Cambridge), chociaż kiedy była używana, nie była sklasyfikowana jako fort. Pierwotnie znajdowało się tam 100-tonowe działo Armstrong.

## Historia

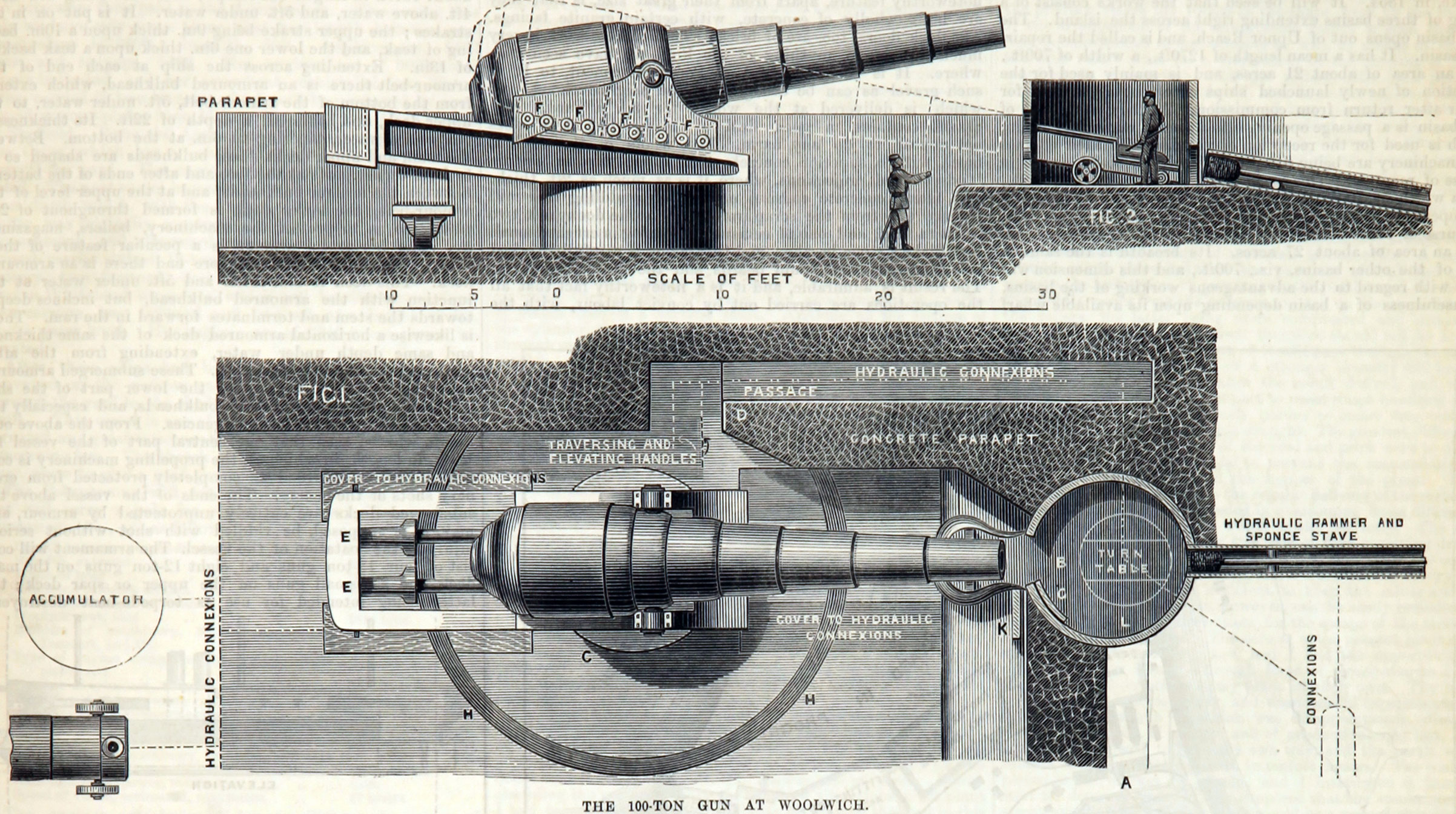
100-tonowe działo Armstrong znajdowało się w Baterii Cambridge

Bateria Cambridge została zbudowana przez Brytyjczyków w latach 1878–1886 na zachodnim brzegu wejścia do Grand Harbour, pomiędzy Baterią Sliema Point a Fortem Tigné. Budowę rozpoczęto 28 sierpnia 1878 roku, brama została zbudowana w roku 1880, zaś całość ukończono 27 listopada 1886 roku. Koszt przedsięwzięcia to ₤18 819.
Przeznaczeniem baterii było pomieszczenie pojedynczego 100-tonowego działa: 450-milimetrowe działo ładowane odprzodowo, wyprodukowane przez Elswick Ordnance Company, oddział zbrojeniowy brytyjskiej firmy Armstrong Whitworth. Bateria Cambridge była „siostrą” Baterii Rinella obok Kalkary, na wschodnim brzegu Grand Harbour. Drugą parę 100-tonowych dział Brytyjczycy zainstalowali na Gibraltarze, instalując jedno z nich w Baterii Victorii w roku 1879, drugie w Baterii Napier of Magdala w roku 1883. Na Gibraltarze przetrwało tylko działo w tej drugiej.
Brytyjczycy czuli potrzebę posiadania tak olbrzymich dział, jako odpowiedź na budowę w roku 1873 przez Włochów dwóch okrętów wojennych: „Caio Duilio” oraz „Enrico Dandolo”, z 22-calowym stalowym opancerzeniem oraz czterema 100-tonowymi działami Armstronga na każdym z nich. Uzbrajając Gibraltar i Maltę, Brytyjczycy starali się zabezpieczyć ważną drogę do Indii przez Morze Śródziemne i Kanał Sueski, otwarty w roku 1869.
Bateria ma skromne rozmiary, ponieważ została zaprojektowana dla używania i osłaniania jednego dużego działa, z jego obsługą, magazynem prochu, składami, instalacją pomocniczą oraz stacjonującym wewnątrz oddziałem żołnierzy, odkomenderowanych do ochrony budowli. Bateria również mogła być wspierana przez ogień artyleryjski z pobliskiego Fortu Manoel i Fortu Tigné.
Działo było zainstalowane en barbette na wózku z kutego żelaza, i strzelało ponad parapetem (osłoną). To umożliwiało załodze obsługę działa i oddawanie strzałów bez narażania siebie i działa na ogień wroga. Bateria była skonstruowana tak, że mogła ostrzeliwać okręty wroga na odległość do 7000 jardów (6,4 km). Niski profil budowli oraz schowane głęboko pod ziemią pomieszczenia maszynowni i magazyny, pozwalały w zamierzeniu przetrwać kontrostrzał z dużych okrętów nieprzyjaciela.
Bateria nie ma dodatkowego uzbrojenia, a jej fortyfikacje – proste rowy, kaponiery, galeria strzelecka na przeciwskarpie, strzeleckie punkty ogniowe – były przeznaczone w większości do prowadzenia ognia z broni strzeleckiej i do użycia granatów.
Początkowo wewnętrzne powierzchnie stanowiska działa były wyłożone kamieniem. Później okazało się to jej słabym punktem, i zastąpiono kamień powierzchnią wykonaną z ziemi, która lepiej pochłaniała energię pocisków wroga. Wykładzina kamienna została zachowana w komórach ładowania działa.
100-tonowe działo, przeznaczone dla Baterii Cambridge, przybyło na Maltę 16 września 1882 roku. Montaż na stanowisku i finalne przygotowanie do użytku zakończyło się 20 lutego 1884 roku. Prace, przygotowujące maszynerię do obsługi działa, były tak czasochłonne, że przed rokiem 1885 nie przeprowadzono żadnych prób odpalania działa. W latach 1887–1888 wstrzymano wszystkie testy, z powodu konieczności poprawy systemu hydraulicznego, lecz generalnie działa te były dość niezawodne. Ponieważ pojedynczy nabój kosztował tyle, co dzienne wynagrodzenie 2600 żołnierzy, w praktyce testy zostały ograniczone do jednego strzału na 3 miesiące.
W roku 1889, aby osłaniać teren pomiędzy Baterią Cambridge a Fortem Tigné, zbudowana została Bateria Garden.
100-tonowe działo było w aktywnej służbie przez 20 lat, ostatni strzał oddano w roku 1903 lub 1904. Działo „przeszło na emeryturę” w roku 1906, nie uczestnicząc nigdy w prawdziwej bitwie.
Działo pozostawało w Baterii Cambridge przez pół wieku. W roku 1956 zostało pocięte i zezłomowane, jako część programu złomowania niepotrzebnego wyposażenia fortyfikacji Malty (w którym setki dział, starych i współczesnych, przeznaczono na złom).
W końcu zbudowano Holiday Inn Crowne Plaza Hotel, zajmując część terenu baterii. Zbudowano restaurację, a później wypatroszono teren, aby zrobić miejsce pod baseny i inne obiekty hotelowe. Chociaż budowa ta zniszczyła baterię, znaczna część struktury przetrwała.

## Współcześnie

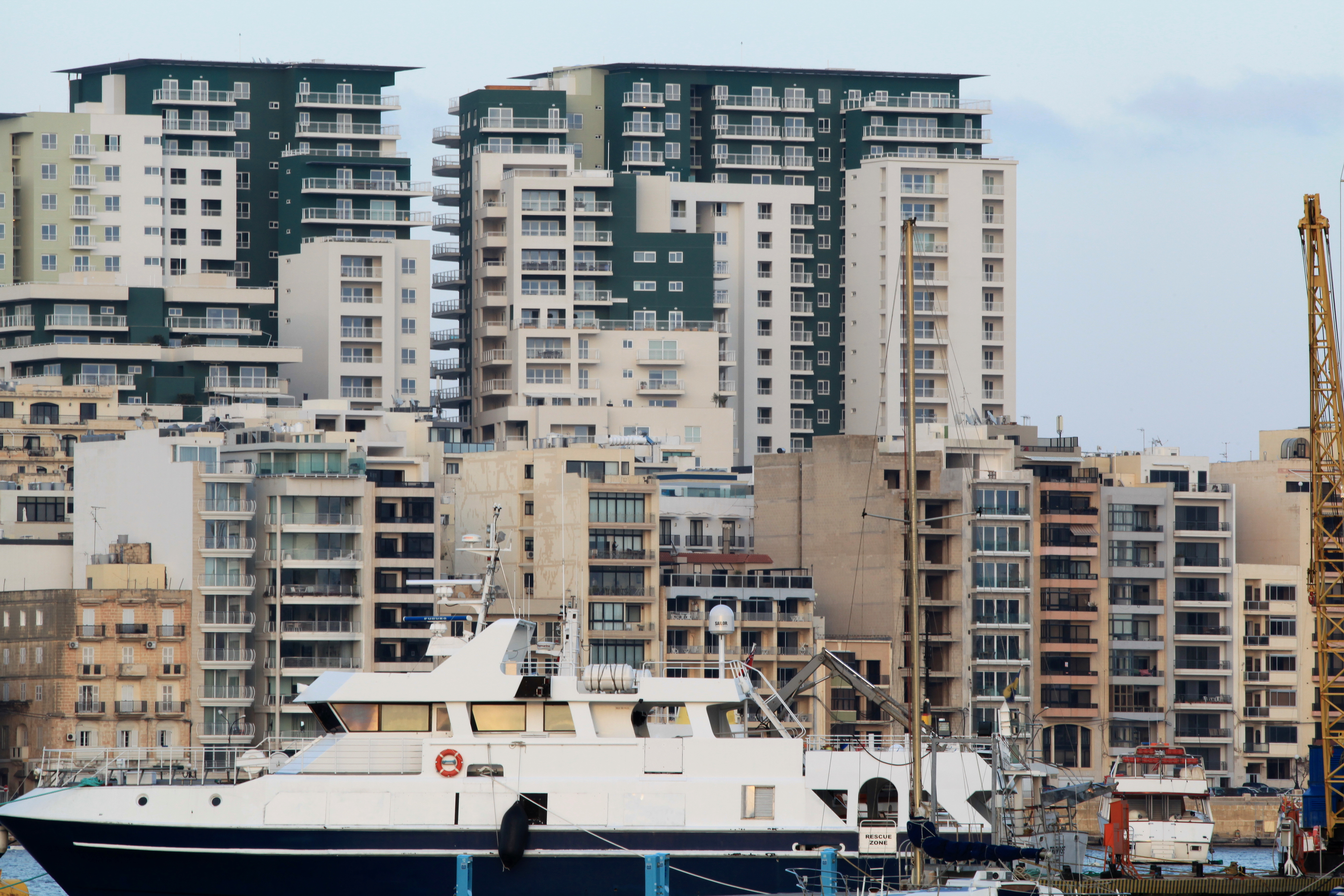
Apartamenty Fort Cambridge, postawione w sąsiedztwie baterii

Na początku lat 2000., teren wokół baterii zaczął być zabudowywany przez firmę GAP Developments plc. Wysokiej klasy bloki mieszkalne, znane jako Apartamenty Fort Cambridge, postawione zostały obok baterii. W roku 2007 wykonawca dostał 10-letni okres, aby zrekonstruować baterię i przekształcić ją w atrakcję turystyczną.
Pomimo tego, jedyną pracą rekonstrukcyjną do tego czasu było zburzenie części hotelowej zbudowanej na baterii oraz usunięcie roślinności. Firma deweloperska stwierdziła, że jest zaangażowana w odbudowę baterii, pomimo wolnego tempa prac.